# هسن ۵۸۴۶
سیارک ۵۸۴۶ (به انگلیسی: 5846 Hessen، نامگذاری:1989AW6) پنج هزار و هشتصد و چهل و ششمین سیارک کشف شده‌است که در ۱۱ ژانویه ۱۹۸۹ کشف شد.
قدر مطلق سیارک برابر ۱۴٫۶۰ است.